# Nepenthes glabrata
Nepenthes glabrata J.R.Turnbull & A.T.Middleton, 1984 è una pianta carnivora della famiglia Nepenthaceae, endemica dell'isola di Sulawesi (Indonesia), dove cresce a 1600–2100 m.

## Conservazione
La Lista rossa IUCN classifica Nepenthes glabrata come specie a rischio minimo (Least Concern).